# Rainieria boninensis
Rainieria boninensis är en tvåvingeart som först beskrevs av Willi Hennig 1935.  Rainieria boninensis ingår i släktet Rainieria och familjen skridflugor. Inga underarter finns listade i Catalogue of Life.